# Marienkirche (Kazimierz Dolny)

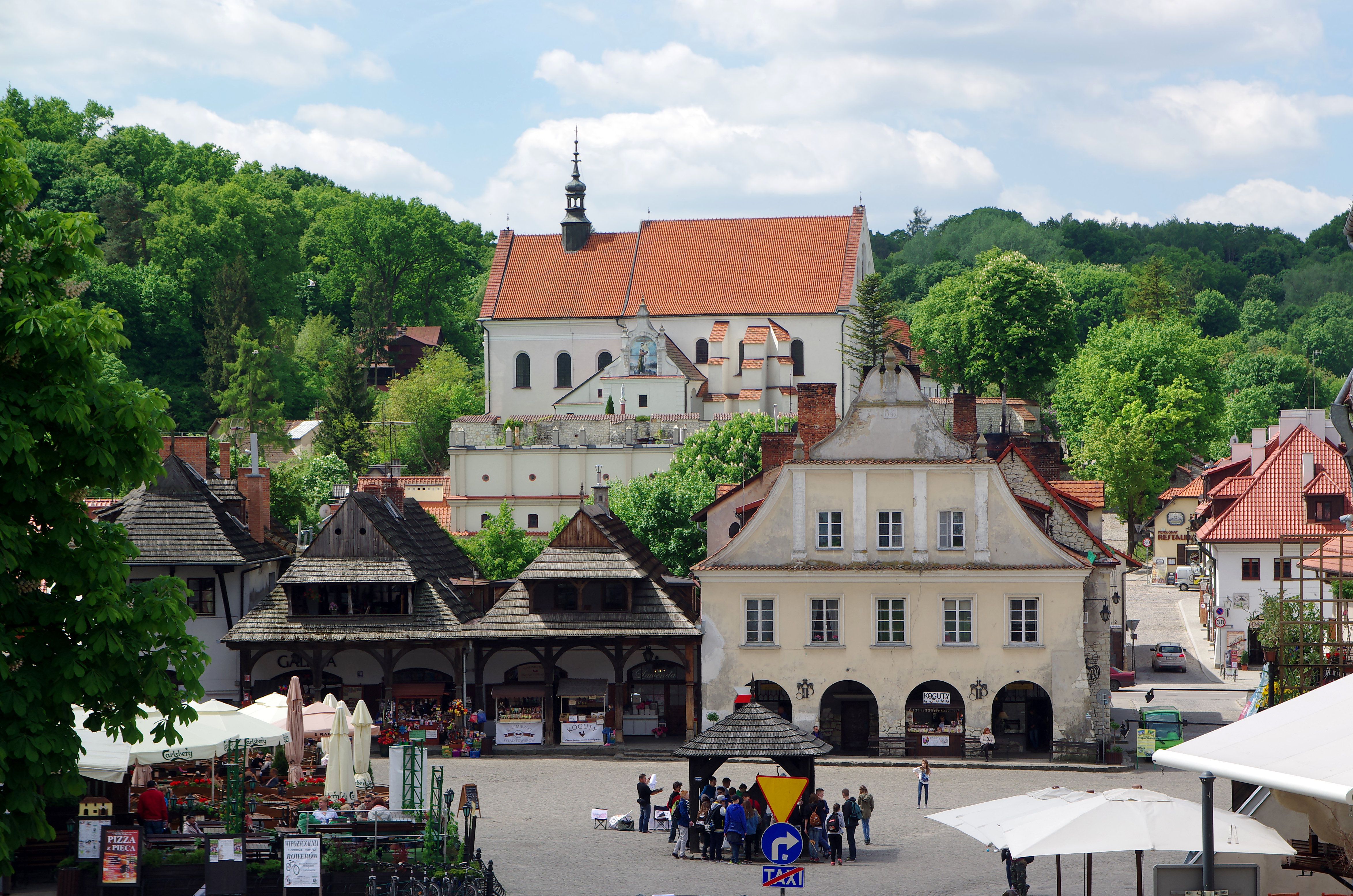
Blick vom Markt

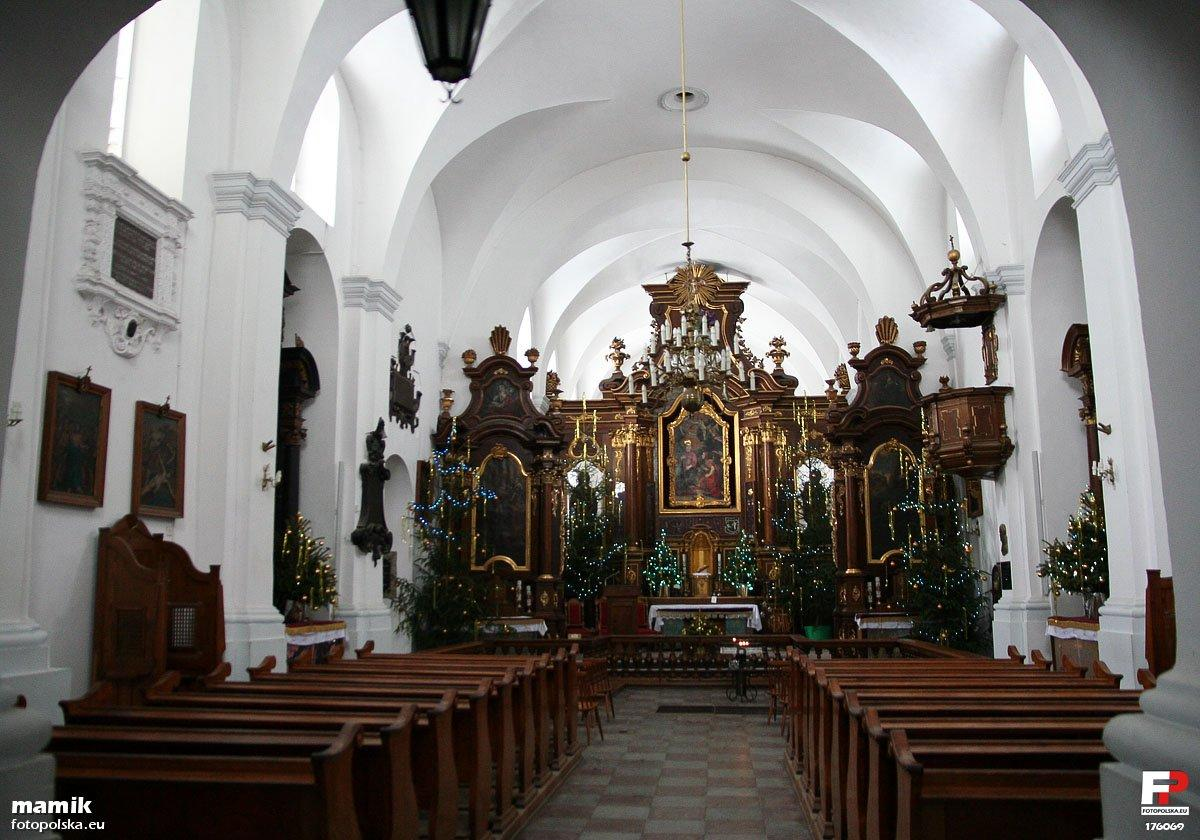
Innenansicht

Die Marienkirche (polnisch Kościół Zwiastowania Najświętszej Maryi Panny) in Kazimierz Dolny in der polnischen Woiwodschaft Lublin ist eine römisch-katholische Franziskanerkirche, die auf einem Hügel unweit des Marktplatzes der Altstadt liegt.

## Geschichte
Die Kirche wurde im 16. Jahrhundert von den Bürgern der Stadt Bartłomiej Przybył und Mikołaj Przybył gestiftet, im Stil der Lubliner Renaissance errichtet und 1591 von dem Krakauer Weihbischof Paweł Dembski geweiht. 1627 siedelte der Abt Henryk Firlej die Franziskaner in Kazimierz Dolny an und übergab ihnen die Kirche. Die Franziskaner bauten die Kapelle der Heiligen Rochus und Sebastian an. Das heutige Franziskanerkloster entstand in den Jahren von 1639 bis 1668. 1770 wurde der Hauptaltar von Walenty Charytański und Wojciech Wnukiewicz nach dem Entwurf von Thomas Hoffmann geschaffen. Seither ist die Kirche weitgehend unverändert erhalten und stellt eines der besterhaltenen Beispiele der Lubliner Renaissance dar. 1865 zogen die Franziskaner nach Pińczów um, kamen 1928 aber wieder zurück. Von 1942 bis 1944 diente das Kloster als Gefängnis der Gestapo. Später wurde es als Schule und Museum genutzt. Derzeit gehört es wieder den Franziskanern.